# Rimskokatoliška cerkev v Sloveniji
| Leto | Katoliki  | Populacija |
| ---- | --------- | ---------- |
| 2009 | 1,577,014 | 78.04%     |
| 2010 | 1,569,119 | 77.30%     |
| 2011 | 1,557,276 | 76.85%     |
| 2012 | 1,554,355 | 81.40%     |
| 2013 | 1,543,114 | 80.06%     |
| 2014 | 1,523,040 | 74.52%     |
| 2015 | 1,535,297 | 75.68%     |
| 2016 | 1,523,113 | 75.32%     |
| 2017 | 1,511,980 | 73.15%     |
| 2018 | 1,513,756 | 72.74%     |
| 2019 | 1,509,986 | 72.11%     |

Rimskokatoliška cerkev v Sloveniji predstavlja največjo versko organizacijo, z največ verniki v Sloveniji. 

## Zgodovina

### Pokristjanjevanje

#### Pred naselitvijo Slovanov
Krščanstvo je na območje današnje Slovenije prišlo v 2. stoletju z rimskimi vojaki in trgovci. Ob koncu 2. stoletja so bile prisotne že škofije: Petoviona (Ptuj), Celeia (Celje), Emona (Ljubljana). Sicer je bila takrat prevladujoča uradna rimska politeistična vera, zlasti med vojaštvom pa je bil razširjen mitraizem. Krščanstvo je hitro napredovalo po Konstantinovem prevzemu krščanstva in razglasitvi verske svobode (milanski edikt leta 313).
S prihodom Slovanov so slovanska politeistična verovanja izpodrinila krščanstvo, predvsem pa je prenehala prejšnja cerkvena organizacija. Propad rimske oblasti in novo poselitev zgodovinsko zaznavamo predvsem po prenehanju krščanskih škofij; Petoviona že pred letom 577.

#### Pokristjanjevanje Slovanov
Salzburška škofija, ki jo je s samostanom ustanovil prvi salzburški škof sv. Rupert, je imela po letu 743 prvenstveno mesto med bavarskimi škofijami (kar ji je zagotovil papež Zaharija), ter je bila leta 798 povišana v nadškofijo in metropolijo. Iz tega znamenitega misijonskega središča se je širilo krščanstvo po zelo ljudomili irski metodi. Z nastopom kneza Hotimira, ki je bil skupaj s borutovim sinom Gorazdom krščen v samostanu na Chiemskem jezeru, okoli leta 744, se je začel karantanski misijon, s pravo inkulturacijo, saj so se misijonarji naučili jezika, ter ohranili stare običaje in navade, ki so jim postopoma dajali krščansko vsebino.  
Leta 796 je prišlo do razdelitve misijonskih področij med Salzburgom in Oglejem. 
S povečanjem in utrditvijo frankovske države v zadnji četrtini 8. stoletja se je začelo obdobje intenzivnega pokristjanjevanja s strani države, ki mu niti Cerkev ni mogla slediti, po veliko bolj rigoroznih, celo nasilnih metodah.
Proces pokristjanjevanja je potekal stoletja, saj se v virih pojavljajo upori proti pokristjanjevanju v katerih so pregnali vse krščanske duhovnike, križarska vojna proti poganskim Kobaridcem 1331 in omemba starih bogov v pridigi Tomaža Hrena še v 17. stoletju. Krščanske cerkve so pogosto gradili na nekdanjih staroverskih templjih, kot na Blejskem otoku.

### Reformacija in protireformacija
Sredi 16. stoletja se je na Slovenskem razmahnila reformacija pretežno luteranske smeri. Slovenski protestanti so objavili prve slovenske knjige (Primož Trubar leta 1550: Abecednik in Katekizem). Vrhunec te aktivnost je bil leta 1584, ko je Jurij Dalmatin izdal prvi slovenski prevod celotnega Svetega pisma.
V začetku 17. stoletja sta dvorni absolutizem in katoliška cerkev v procesu protireformacije ter katoliške prenove zatrli protestantizem in obnovili prevlado katoliškega verskega nauka in RKC. Vodilna oseba v dobi protireformacije na Slovenskem je bil škof Tomaž Hren. Med letoma 1600 in 1603 je v svoji škofiji dal uničiti protestantske knjige in je zatrl protestantizem, ohranil pa Dalmatinovo Biblijo in pridobil papeško dovoljenje za njeno rabo, s čimer je ohranil jezikovno in knjižno tradicijo. Nov prevod Svetega pisma so Slovenci dobili šele v letih 1784−1802 (prevajanje organiziral duhovnik Jurij Japelj).

### RKC na Slovenskem pred prvo svetovno vojno in po njej
Vse do razpada Avstro-ogrske monarhije po prvi svetovni vojni so slovenske dežele ohranile cerkvenoupravno ureditev, ki so jo začrtale jožefinske reforme ob koncu 18. stoletja in so jo dopolnile zgolj ustanovitev Goriške škofije leta 1751 (kasnejše nadškofije), za avstrijski del ukinjenega Oglejskega patriarhata, ter prenos škofijskega sedeža Lavantinske škofije iz Šent Andraža na Koroškem v Maribor leta 1859, za katerega je bil zaslužen škof Anton Martin Slomšek.
Na slovensko ozemlje so segale štiri metropolije, Goriška nadškofija, s sufraganskima škofijama Ljubljana in Trst-Koper, Salzburška nadškofija s škofijami v Mariboru, v Celovcu in Gradcu, ter Ostrogonska nadškofija, s škofijo v Sombotelju. 
Slovenci so prebivali tudi na ozemlju Videmske nadškofije, ki pa ni imela sufraganske škofije na slovenskem ozemlju. V Somboteljski škofiji so bili od leta 1777 združeni prekmurski Slovenci, ki so bili poprej pod cerkveno upravo györskega in zagrebškega škofa.
Poprej opisano cerkveno upravo slovenskega prostora so korenito spremenile nove državne meje po prvi svetovni vojni, na podlagi Senžermenske pogodbe, ki je bila sklenjena z Avstrijo, Trianonske pogodbe (z Madžarsko) in Rapalske pogodbe s Kraljevino Jugoslavijo.
Po prvi svetovni vojni je Sveti sedež, zaradi spremenjenih državno-ozemeljskih razmer, razpada Avstro-ogrske monarhije in ustanovitve Kraljevine Srbov, Hrvatov in Slovencev (kasnejše Kraljevine Jugoslavije), Mariborsko škofijo 1. maja 1924 izvzel iz Nadškofije Salzburg in jo neposredno podredil sebi.
Ljubljanska škofija je z novimi mejami izgubila ves zahodni del. Z dekretom konzistorialne kongregacije z dne 25. novembra 1933 je bila Ljubljanska škofija izločena iz Goriške nadškofije in tudi neposredno podrejena Svetemu sedežu. 
Cerkvenoupravne odnose RKC v Kraljevini Jugoslaviji naj bi uredil konkordat med jugoslovansko kraljevo vlado in Svetim sedežem, ki ga je narodna skupščina sicer potrdila 23. aprila 1937, vendar ga, verjetno zaradi pritiskov s strani tedanjega vodstva Srbske pravoslavne cerkve, ministrski predsednik Milan Stojadinović ni predložil senatu, s tem pa se je Jugoslavija konkordatu formalno odrekla. Konkordat je sicer predvideval, da bi se škofijske meje pokrivale z državnimi, tudi ustanovitev samostojne cerkvene pokrajine s sedežem nadškofije v Ljubljani in sufraganske škofije v Mariboru.
Ker do normalizacije cerkvene uprave na območju današnje Slovenije ni prišlo, sta tudi na pobudo ljubljanskega škofa Antona Jegliča obe slovenski škofiji ostali neposredno podrejeni Svetemu sedežu.

### RKC na Slovenskem med drugo svetovno vojno
Katoliška cerkev je do okupacijskih oblasti  imela različna stališča glede na zatečene razmere in okupacijsko oblast. Na Primorskem, kjer je bila že pred vojno italijanska fašistična oblast, je duhovščina podpirala narodnoosvobodilni boj, ki ga je vodila Osvobodilna frontaoziroma  komunisti. Na Štajerskem in v Prekmurju so zasedbene oblasti (nemške oziroma madžarske) slovensko duhovščino pregnale in izgnale (Nemci največ v Srbijo). Med nemško okupacijsko oblastno in višjo duhovščino ni bilo sodelovanja. Mariborski škof Ivan Jožef Tomažič je odločno protestiral zoper okupatorjeve ukrepe proti duhovščini in slovenskemu ljudstvu.
V italijanski okupacijski Ljubljanski pokrajini, ki je obsegala večji del ljubljanske nadškofije, so se zadeve bolj zapletle. Vodstvo RKC (škof Gregorij Rožman s sodelavci) je zaradi grožnje komunistične revolucije bilo pripravljeno na aktivno sodelovanje (kolaboracijo) z okupatorji. Duhovščina je sodelovala celo pri organiziranju oboroženih enot, najprej vaških straž, kasneje pa enot MVAC. Zaradi stopnjevanja nasprotovanja med obema ideološkima in političnima poloma je v vojnih razmerah prišlo tudi do usmrtitev nekaterih duhovnikov, ki jih je vodstvo OF oziroma njena Varnostno obveščevalna služba (VOS) zaznala kot nevarne nasprotnike. Odmeven je bil atentat VOS na Lamberta Ehrlicha (vodjo katoliške organizacija Straža), še  bolj sporna pa usmrtitev blaženega Lojzeta Grozdeta, ki je bil sicer terenski aktivist Katoliške akcije  .
Ob tem so številni duhovniki sodelovali s partizani, katoliški verniki pa so sestavljali večino partizanske vojske. Na drugi strani pa so izpričani primeri zelo grobe protipartizanske propagande s prižnice.

### RKC na Slovenskem po drugi svetovni vojni
Takoj po koncu druge svetovne vojne je nova oblast v Sloveniji (in v vsej Jugoslaviji) začela z močno akcijo proti vsem veram, zlasti tudi proti rimskokatoliški cerkvi (RKC). Osnova za to je bila ateistična naravnanost zmagovitega komunizma, in potreba, da nova oblast izkorenini predvojno oblastno strukturo, pri kateri je RKC imela odločilno vlogo. Oblast je zato omejevala delovanje RKC in celo sodno preganjala duhovnike. Namen procesov je bil zlomiti Cerkev kot edino organizacijo, ki je partija ni v celoti nadzirala in je zato predstavljala možno opozicijo.
Praviloma so bili duhovniki obsojeni zaradi medvojne kolaboracije z okupatorjem. Na procesih so obsodili nekaj duhovnikov, ki so res sodelovali z okupatorjem, vendar je bilo takih duhovnikov malo. V prvih povojnih letih (nekako do leta 1950) so bili sodni postopki proti mnogim osebam pravno neutemeljeni. Tamara Griesser Pečar povzema značilnosti teh političnih procesov v naslednjih točkah:
- Na sodiščih praviloma niso bili predstavljeni nikakršni konkretni dokazi za kazniva dejanja. Sodni spisi navajajo samo posplošene dokaze krivde: »splošno znano je, da je Cerkev zločinska organizacija«, »ve se, da je Cerkev sodelovala z okupatorjem«, ipd.
- Pričanja prič na procesih so bila selekcionirana: sodišča so upoštevala zlasti obremenilne priče. Priče, ki jih je predlagal obtoženec, praviloma sploh niso bile zaslišane. V redkih primerih, ko so bile zaslišane tudi priče obrambe, pa sodišče njihovega pričevanja ni upoštevalo. V več primerih je domača župnija zbrala več sto podpisov podpore faranov, ki so potrjevali, da je bil njihov župnik med vojno izrazit nasprotnik okupatorjev - izjav na sodišču niso prebrali in jih niso upoštevali, so pa še do danes ostale vložene v sodne spise.
- Sodišča so imela enak odnos tudi do uradnih sodnih izvedencev: znan je primer duhovnika, ki je bil obsojen, ker naj bi na svoj pisalni stroj napisal seznam simpatizerjev OF in ga izročil okupatorju. Sodni izvedenec je nedvoumno dokazal, da sporočilo ni bilo natipkano na obtoženčev pisalni stroj. Njegovo poročilo je vloženo v sodni spis, vendar ga niso upoštevali.
- Sodne postopke so spremljale močne propagandne akcije, ki so govorile o (nekonkretnih, vendar »vsem dobro znanih«) zločinih, ki naj bi jih zagrešili obtoženci ali pa tudi kdo drug. Pri tem je bil močan poudarek na kolektivizaciji krivde. Če sodišče nekemu duhovniku ni moglo očitati ničesar, so poklicali priče, ki so začele naštevati zločine, o katerih so slišale govorice, da jih je nekje neznano kje storil neki drug duhovnik. S tem je senca krivde avtomatično padla na vse duhovnike.
- Sodišča so se pogosto preprosto požvižgala na čisto osnovno logiko: več obtožencev je bilo obsojenih za dejanja, ki naj bi jih zagrešili v času, ko na določenem kraju sploh niso mogli biti (ker so bili npr. v zaporu ali v bolnišnici).
- Za neobičajno logiko lahko štejemo tudi način, kako so sodišča obravnavala medvojno humanitarno delo obtožencev. Denimo, da je okupator aretiral 100 ljudi in je potem duhovnik posredoval zanje. Če je dosegel, da so jih 95 izpustili, potem je pred sodiščem veljalo to kot obremenilna okoliščina - to je bil dokaz kolaboracije: ta duhovnik je bil obsojen kot sodelavec okupatorja, ki je izdal 5 ljudi.
- Za kolaboracijo so šteli tudi dejanja povezana z opravljanjem poklica, kar po mednarodnih standardih nikakor ne šteje za kolaboracijo, npr. če je duhovnik podeljeval zakramente sovražnim vojakom.
- Za hudo kaznivo dejanje je štelo tudi, če je obtoženec po vojni pisal v tujino - tudi če je šlo za čisto navadno osebno dopisovanje, še toliko bolj pa, če je pisal o razmerah ob koncu vojne. Duhovnik, ki je pisal prijatelju v tujini o povojnih pobojih in o preganjanju Cerkve, je bil obsojen, da je s tem zagrešil dejanje, s katerim je škodil vojaški sili, obrambni sposobnosti in gospodarski moči FLRJ.

Velika večina duhovnikov je bila obsojena na visoke kazni. Najpogostejša kazen za navadnega duhovnika, ki je bil obtožen posplošenega »protiljudskega delovanja«, je bil obsojen na 5 do 10 let zapora ali prisilnega dela. Duhovniki, ki so jim lahko dokazali kaj konkretnega (npr. že omenjeno dopisovanje s tujino, skrivanje drugih duhovnikov ipd.), so bili obsojeni na 20 let. Izrečenih je bilo tudi nekaj smrtnih kazni. Kar nekaj duhovnikov je predčasno končalo prestajanje kazni - vendar tu ni šlo za posebno milost oblasti. Izpuščeni so bili, če so privolili v sodelovanje z Udbo in včlanjenje v Ciril-Metodijsko društvo.

### Sodni kazenski proces zoper škofa Rožmana
Gregorij Rožman, nekdanji ljubljanski nadškof, je bil leta 1946 v odsotnosti obsojen s strani vojaškega sodišča v Ljubljani na odvzem prostosti s prisilnim delom za dobo 18 let, na izgubo političnih in državljanskih pravic za dobo 10 let po prestani kazni ter na zaplembo celotne imovine. Vrhovno sodišče Jugoslavije je sodbo potrdilo in dodalo še izgubo državljanstva. 

Vrhovno sodišče RS je leta 2007 razveljavilo to sodbo in jo vrnilo v ponovno sojenje Okrožnemu sodišču, ki je leta 2009 odločilo o ustavitvi postopka, z obrazložitvijo, »da so bile ugotovljene številne nepravilnosti v prvotnem sojenju, pomanjkljivosti v dokaznem postopku, selektivno zaslišanje prič in močne propagandne akcije, ki so vplivale na sodni postopek.«

## Upravna organizacija
Glejte glavni članek Seznam rimskokatoliških škofij in nadškofij v Sloveniji.
Rimskokatoliška cerkev v Sloveniji je od 7. aprila 2006 upravno razdeljena na:
- dve metropoliji: ljubljanska in mariborska metropolija
- dve nadškofiji: ljubljanska in mariborska nadškofija
- 4 škofije: celjska, koprska, murskosoboška in novomeška škofija

Ta razdelitev se skoraj popolnoma ujema z državno mejo Republike Slovenije.

## Odnosi Republike Slovenije s Svetim sedežem

### Pravne podlage
- Sporazum med Republiko Slovenijo in Svetim sedežem o pravnih vprašanjih[15]
- Zakon o ratifikaciji Sporazuma med Republiko Slovenijo in Svetim sedežem o pravnih vprašanjih[16].

Republika Slovenija nima dogovorjenega in ratificiranega konkordata s Svetim sedežem.

### Apostolska nunciatura
Apostolska nunciatura v Ljubljani je bila ustanovljena 24. junija 1992, prvi stalni apostolski nuncij pa je bil imenovan šele leta 1995. Sedanji akreditirani apostolski nuncij v Sloveniji je Jean-Marie Speich.

## Karitativno delovanje
- Slovenska Karitas

## Izobraževanje
- vrtci Montessori
- Osnovna šola Alojzija Šuštarja (Zavod sv. Stanislava)
- Škofijska klasična gimnazija, Ljubljana (Zavod sv. Stanislava)
- Škofijska gimnazija Antona Martina Slomška Maribor
- Škofijska gimnazija Vipava
- Gimnazija Želimlje (enota Zavoda sv. Frančiška Saleškega)

## Gibanja znotraj cerkve, dogodki ter organizacije
- Gibanje fokolarjev
- Gibanje Vera in Luč

### Mladinske organizacije, dogodki
- Združenje slovenskih katoliških skavtinj in skavtov
- Svetovni dan mladih
- Taizejsko srečanje mladih
- SKAM - Skupnost katoliške mladine
- Festival Stična mladih